# 國家和工業領袖的哥倫布地球儀

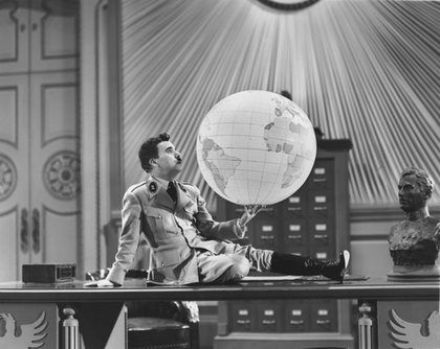
卓別林在《大獨裁者》中玩弄地球儀

國家和工業領袖的哥倫布地球儀（英語：Columbus Globe for State and Industry Leaders）也稱為希特勒地球儀（英語：Hitler's Globe）或元首地球儀（英語：Führer Globe）是為阿道夫·希特勒和他的納粹黨設計的獨特的地球儀。
國家和工業領袖的哥倫布地球儀在1930年代一直安放在柏林希特勒的辦公室。在喜劇演員查理·卓別林在1940年的電影《大獨裁者》中模仿它後，它在美國廣為人知。喜劇團體三個臭皮匠也在他們的兩部短篇喜劇中取笑了它。 兩個限量版地球儀中的一個被美國陸軍二等兵約翰·巴爾薩米安（John Barsamian）在戰後洗劫而得，並在60年後在舊金山以 100,000 美元的價格拍賣。希特勒辦公室裡的地球儀用意屬東非取代了埃塞俄比亞，並以其大小和製造成本而聞名。